# Ryan Joyce
Ryan Joyce (* 20. September 1985 in Newcastle upon Tyne) ist ein englischer Dartspieler. Sein Spitzname Relentless spielt auf seine Nervenstärke an.

## Karriere

### BDO-Karriere
Ryan Joyce startete seine Dartkarriere bei der British Darts Organisation und konnte 2013 das Finale der Turkish Open erreichen. 2016 erreichte er auch bei den Isle of Man Open das Endspiel, unterlag dort jedoch Tony O’Shea mit 4:6. Als Qualifikant nahm er an der BDO World Trophy 2016 teil, schied jedoch in Runde eins gegen Jamie Hughes aus. Er konnte sich für die BDO World Darts Championship 2017 qualifizieren, wo er in der Vorrunde den Schweden Dennis Nilsson mit 3:0 besiegte. In seiner Erstrunden-Partie unterlag er jedoch im Sudden-Death-Leg Martin Adams. Zur Jahreshälfte konnte er den BDO Gold Cup gewinnen.

### Anfänge bei der PDC
Zu Beginn des Jahres 2018 konnte er sich bei der PDC Qualifying School eine Tourkarte über die Rangliste erspielen und bei seinem ersten Players Championships Event konnte er direkt ins Halbfinale einziehen. Es folgten weitere gute Resultate bei der PDC und Joyce konnte sich auch für die Dutch Darts Masters, die Danish Darts Open, das European Darts Matchplay, die International Darts Open und die European Darts Trophy  qualifizieren. Bei den Players Championship Finals 2018 verlor der Engländer in Runde eins gegen den Iren Steve Lennon mit 2:6. Anschließend gab er sein Debüt bei einer PDC-Weltmeisterschaft, als er sich über die PDC Pro Tour Order of Merit für die PDC World Darts Championship 2019 qualifizierte. Im Alexandra Palace besiegte er in Runde eins die Russin Anastassija Dobromyslowa und in der zweiten Runde Simon Whitlock aus Australien jeweils mit 3:0. In der dritten Runde konnte er seinen Landsmann Alan Norris mit 4:3 besiegen und ins Achtelfinale einziehen, wo er gegen James Wade, obwohl dieser Matchdarts hatte, siegte und ins Viertelfinale einzog, dort unterlag er schließlich dem Niederländer Michael van Gerwen chancenlos.

### 2019–2020
Bei seinen ersten UK Open erreichte er die vierte Runde, wo er dem Spanier Cristo Reyes unterlag. Das restliche Jahr 2019 verlief nicht so erfolgreich wie das vorherige, jedoch konnte er sich erneut für die PDC World Darts Championship 2020 qualifizieren, allerdings verlor er dieses Mal bereits in der ersten Runde gegen Jan Dekker aus den Niederlanden. Bei den UK Open 2020 scheiterte er erneut in der vierten Runde, dieses Mal gegen den Deutschen Gabriel Clemens. Bei den Players Championships 2020 konnte er im Rahmen der Summer Series das Players Championship 10 gewinnen, als er im Finale gegen Dave Chisnall siegte. Durch diesen Erfolg qualifizierte er sich erstmals für das World Matchplay, wo er gegen Simon Whitlock in Runde 1 ausschied. Erfolgreicher war er hingegen beim World Grand Prix, als er den amtierenden Weltmeister Peter Wright besiegte. Aufgrund sieben vergebener Matchdarts gegen Dave Chisnall schied Joyce in Runde zwei aus. Auch beim Qualifikationsturnier für den Grand Slam of Darts 2020 war Joyce erfolgreich und sicherte sich einen Startplatz für das Turnier. Dort schied er allerdings als Drittplatzierter in der Gruppenphase aus.

### 2021–2022
Bei der Weltmeisterschaft 2021 profitierte Joyce zunächst von mehreren vergebenen Darts zum Sieg seines Erstrundengegners Karel Sedláček. Gegen den gesetzten Polen Krzysztof Ratajski schied er aber ohne Satzgewinn aus. Insgesamt verliefen Joyce´ Auftritte bei Majorturnieren 2021 ernüchternd. Bei den UK Open unterlag er nach einem Freilos James Wade. Beim Grand Slam of Darts 2021 überstand er seine Gruppe und verlor anschließend deutlich gegen Rob Cross. Bei den Players Championship Finals war er Ryan Searle in der 2. Runde unterlegen. Durch solide Leistungen auf der PDC Pro Tour war Joyce auch 2022 wieder bei der Weltmeisterschaft dabei. Erneut traf er zum Auftakt mit Roman Benecký auf einen Tschechen, den er im Entscheidungsleg bezwang. In der Folge verlor er gegen Mervyn King trotz zwischenzeitlicher 2:0-Führung. Auch bei den UK Open 2022 kam gegen Martin Schindler früh das Aus. Weiterhin waren 2022 wenig Highlights für Joyce zu verzeichnen. Im August gelang ihm die Qualifikation für die World Series of Darts Finals 2022. Nach Siegen über Danny Baggish und Dimitri Van den Bergh verlor er dort gegen Dirk van Duijvenbode. Eine Überraschung gelang Joyce dann bei den Players Championship Finals 2022, als er Gerwyn Price zum Auftakt schlug. Letztlich unterlag er Jonny Clayton im Achtelfinale. Durch die durchwachsenen Leistungen musste er am PDPA Qualifier für die Weltmeisterschaft 2023 teilnehmen. Hier konnte Joyce sich durchsetzen und sich zum fünften Mal in Folge für das Turnier qualifizieren.

### Ab 2023
Bei der PDC World Darts Championship 2023 selbst schied Joyce mit 1:3 in Sätzen gegen Scott Williams trotz des höchsten vor Weihnachten gespielten Averages, welcher bei 103,04 Punkten lag, aus. Wie bereits in den Jahren zuvor hatte Joyce Schwierigkeiten zum Jahresstart seine Form zu finden. Erst im Juli fing er sich und erreichte bei den Players Championships 2023 ein Finale, das er gegen Damon Heta verlor und im September ein weiteres, in dem er Gary Anderson unterlag. Im Oktober fuhr Joyce schließlich seinen zweiten Pro Tour-Titel ein, indem er Gerwyn Price im Finale schlug. Bei den Players Championship Finals konnte er außerdem sein erstes Halbfinale bei einem Majorturnier erreichen. Hier war ihm Luke Humphries jedoch deutlich überlegen. Bei der Weltmeisterschaft 2024 scheiterte er in Runde 2 an einem gut aufgelegten Stephen Bunting. Nachdem Joyce dann überraschend zum Auftakt der UK Open 2024 gegen Tim Wolters verloren hatte, tauchte er im Mai erneut in einem Pro Tour-Finale auf. Hierbei unterlag er Michael Smith. Dank der vielen guten Turniere auf der Pro Tour war er auch beim World Matchplay 2024 vertreten. Erst in der Verlängerung musste er sich hierbei Stephen Bunting geschlagen geben. Beim World Grand Prix wusste Joyce allerdings zu überzeugen. Er setzte sich gegen die hochgehandelten Josh Rock, Nathan Aspinall und Rob Cross durch und stand somit im Halbfinale dem amtierenden Weltmeister Luke Humphries gegenüber. Trotz ansprechender Leistung gewann Joyce nur wenige Legs und verlor mit 0:5. Bei den Players Championship Finals 2024 tauchte Joyce dann erneut in einem Major-Viertelfinale auf und unterlag erneut Humphries.

## Weltmeisterschaftsresultate

### BDO
- 2017: 1. Runde (2:3-Niederlage gegen  Martin Adams)

### PDC
- 2019: Viertelfinale (1:5-Niederlage gegen  Michael van Gerwen)
- 2020: 1. Runde (2:3-Niederlage gegen  Jan Dekker)
- 2021: 2. Runde (0:3-Niederlage gegen  Krzysztof Ratajski)
- 2022: 2. Runde (2:3-Niederlage gegen  Mervyn King)
- 2023: 1. Runde (1:3-Niederlage gegen  Scott Williams)
- 2024: 2. Runde (0:3-Niederlage gegen  Stephen Bunting)
- 2025: Achtelfinale (3:4-Niederlage gegen  Luke Littler)

## Turnierergebnisse
| Turnier                                    | 2014                       | 2015                       | 2016                       | 2017                       | 2018                           | 2019                           | 2020                           | 2021                           | 2022                           | 2023                           | 2024                           | 2025                           |
| ------------------------------------------ | -------------------------- | -------------------------- | -------------------------- | -------------------------- | ------------------------------ | ------------------------------ | ------------------------------ | ------------------------------ | ------------------------------ | ------------------------------ | ------------------------------ | ------------------------------ |
| BDO-Major-Turniere                         |                            |                            |                            |                            |                                |                                |                                |                                |                                |                                |                                |                                |
| Weltmeisterschaft                          | n/t                        | n/q                        | n/t                        | R1                         | n/t                            | n/t                            | n/t                            | Verband insolvent              | Verband insolvent              | Verband insolvent              | Verband insolvent              | Verband insolvent              |
| World Trophy                               | n/t                        | n/t                        | R1                         | n/t                        | n/t                            | n/t                            | n/a                            | Verband insolvent              | Verband insolvent              | Verband insolvent              | Verband insolvent              | Verband insolvent              |
| World Masters                              | R1                         | n/t                        | R1                         | R3                         | n/t                            | n/t                            | n/a                            | Verband insolvent              | Verband insolvent              | Verband insolvent              | Verband insolvent              | Verband insolvent              |
| PDC-Ranking-Turniere                       |                            |                            |                            |                            |                                |                                |                                |                                |                                |                                |                                |                                |
| Weltmeisterschaft                          | nicht teilgenommen         | nicht teilgenommen         | nicht teilgenommen         | nicht teilgenommen         | nicht teilgenommen             | VF                             | R1                             | R2                             | R2                             | R1                             | R2                             | AF                             |
| World Masters                              | nicht ausgetragen          | nicht ausgetragen          | nicht ausgetragen          | nicht ausgetragen          | nicht ausgetragen              | nicht ausgetragen              | nicht ausgetragen              | nicht ausgetragen              | nicht ausgetragen              | nicht ausgetragen              | nicht ausgetragen              | VR                             |
| UK Open                                    | nicht teilgenommen         | nicht teilgenommen         | nicht teilgenommen         | nicht teilgenommen         | n/q                            | R4                             | R4                             | R4                             | R4                             | R3                             | R3                             | AF                             |
| World Matchplay                            | nicht teilgenommen         | nicht teilgenommen         | nicht teilgenommen         | nicht teilgenommen         | n/q                            | n/q                            | R1                             | n/q                            | n/q                            | n/q                            | R1                             | R1                             |
| World Grand Prix                           | nicht teilgenommen         | nicht teilgenommen         | nicht teilgenommen         | nicht teilgenommen         | n/q                            | n/q                            | AF                             | n/q                            | n/q                            | n/q                            | HF                             |                                |
| Grand Slam of Darts                        | nicht qualifiziert         | nicht qualifiziert         | nicht qualifiziert         | nicht qualifiziert         | nicht qualifiziert             | nicht qualifiziert             | GP                             | AF                             | n/q                            | n/q                            | AF                             |                                |
| Players Championship Finals                | nicht teilgenommen         | nicht teilgenommen         | nicht teilgenommen         | nicht teilgenommen         | R1                             | R1                             | R1                             | R2                             | AF                             | HF                             | VF                             |                                |
| PDC-Turniere ohne Einfluss auf das Ranking |                            |                            |                            |                            |                                |                                |                                |                                |                                |                                |                                |                                |
| World Series of Darts Finals               | n/a                        | n/t                        | n/t                        | n/t                        | nicht qualifiziert             | nicht qualifiziert             | nicht qualifiziert             | nicht qualifiziert             | VF                             | n/q                            | n/q                            |                                |
| Karrierestatistiken                        |                            |                            |                            |                            |                                |                                |                                |                                |                                |                                |                                |                                |
| Platzierung am Jahresende                  | 183                        | 330                        | 36                         | 104                        | 74                             | 43                             | 37                             | 38                             | 40                             | 35                             | 33                             |                                |
| Verband                                    | British Darts Organisation | British Darts Organisation | British Darts Organisation | British Darts Organisation | Professional Darts Corporation | Professional Darts Corporation | Professional Darts Corporation | Professional Darts Corporation | Professional Darts Corporation | Professional Darts Corporation | Professional Darts Corporation | Professional Darts Corporation |

| Legende zu den Turnierergebnissen | Legende zu den Turnierergebnissen | Legende zu den Turnierergebnissen | Legende zu den Turnierergebnissen | Legende zu den Turnierergebnissen | Legende zu den Turnierergebnissen | Legende zu den Turnierergebnissen | Legende zu den Turnierergebnissen | Legende zu den Turnierergebnissen | Legende zu den Turnierergebnissen |
| --------------------------------- | --------------------------------- | --------------------------------- | --------------------------------- | --------------------------------- | --------------------------------- | --------------------------------- | --------------------------------- | --------------------------------- | --------------------------------- |
| n/t                               | nicht teilgenommen                | n/q                               | nicht qualifiziert                | n/a                               | nicht ausgetragen                 | R#                                | Aus in jeweiliger Runde           | GP                                | Aus in der Gruppenphase           |
| AF                                | Achtelfinalist                    | VF                                | Viertelfinalist                   | HF                                | Halbfinalist                      | F                                 | Turnierfinalist                   | S                                 | Turniersieger                     |

## Titel

### PDC
- Pro Tour
  - Players Championships
    - Players Championships 2020: 10
    - Players Championships 2023: 26